# Pargny-la-Dhuys
Pargny-la-Dhuys település Franciaországban, Aisne megyében. Lakosainak száma 172 fő (2022. január 1.). Pargny-la-Dhuys Montigny-lès-Condé, Montlevon, Corrobert, Verdon, Vallées en Champagne és Dhuys-et-Morin-en-Brie községekkel határos.

## Népesség
A település népességének változása:
| Lakosok száma | 224  | 141  | 156  | 165  | 180  | 177  | 170  | 169  | 169  | 172  |
|               | 1968 | 1982 | 1990 | 2006 | 2013 | 2015 | 2017 | 2019 | 2020 | 2022 |